# Westlife
Westlife – irlandzki boysband wykonujący muzykę pop założony w 1998 roku, w którego skład wchodzą: Kian Egan, Shane Filan, Mark Feehily, Nicky Byrne oraz Brian McFadden, który odszedł z formacji w 2004 roku.
Ostatni koncert zespołu, zagrany 23 czerwca 2012 roku na stadionie Croke Park w Dublinie, transmitowany był w ponad 200 kinach na całym świecie, m.in. w: Anglii, Irlandii, Australii, Belgii, Czechach, Danii, Estonii, Finlandii, Niemczech, Indonezji, Meksyku, Holandii, Norwegii, Polsce, na Słowacji, w Południowej Afryce oraz na Malcie.
|           | Westlife     |             |             |                          |
|           |              |             |             |                          |
| Kian Egan | Mark Feehily | Nicky Byrne | Shane Filan | Brian McFadden (do 2004) |

## Dyskografia

### Albumy
| Data | Tytuł                                  | Pozycja         | Pozycja  | Pozycja   | Pozycja | Pozycja | Pozycja | Pozycja  | Pozycja       | Pozycja  | Pozycja  | Pozycja | Pozycja    | Pozycja |
| Data | Tytuł                                  | Wielka Brytania | Irlandia | Australia | Austria | Belgia  | Dania   | Holandia | Nowa Zelandia | Norwegia | Filipiny | Szwecja | Szwajcaria |         |
| ---- | -------------------------------------- | --------------- | -------- | --------- | ------- | ------- | ------- | -------- | ------------- | -------- | -------- | ------- | ---------- | ------- |
| 1999 | Westlife                               | 2               | 1        | 15        | –       | 5       | –       | 8        | 5             | 1        | 1        | 5       | 25         | 8       |
| 2000 | Coast to Coast                         | 1               | 1        | 45        | 59      | 17      | 27      | 13       | 2             | 6        | 1        | 3       | 38         | 7       |
| 2001 | World of Our Own                       | 1               | 1        | –         | 9       | 8       | 3       | 10       | 3             | 7        | 1        | 1       | 19         | –       |
| 2002 | Unbreakable – The Greatest Hits Vol. 1 | 1               | 1        | 66        | 14      | 27      | 4       | 3        | 1             | 10       | 1        | 2       | 14         | 17      |
| 2003 | Turnaround                             | 1               | 1        | –         | 42      | –       | 4       | 33       | 42            | 37       | 1        | 5       | 24         | 19      |
| 2004 | Allow Us to Be Frank                   | 3               | 1        | –         | –       | 25      | 15      | 32       | –             | –        | –        | 5       | 75         | 19      |
| 2005 | Face to Face                           | 1               | 1        | 1         | –       | –       | 19      | 30       | –             | 7        | 1        | 9       | 14         | 4       |
| 2006 | The Love Album                         | 1               | 1        | 11        | 49      | –       | –       | 49       | 2             | 1        | 1        | 3       | 27         | 8       |
| 2007 | Back Home                              | 1               | 1        | 14        | 65      | –       | –       | 48       | 12            | 18       | 7        | 33      | 19         | 8       |
| 2009 | Where We Are                           | 2               | 2        | –         | 53      | –       | –       | –        | 13            | –        | –        | 8       | 25         | –       |
| 2010 | Gravity                                | 3               | 1        | –         | –       | –       | –       | 76       | 22            | –        | –        | 46      | 50         | –       |
| 2019 | Spectrum                               | 1               | 1        | –         | –       | 53      | –       | –        | 7             | –        | –        | –       | 23         | –       |

### Single nr 1
Uwzględniono tylko numery 1 na UK Singles Chart.
|    | Data wydania         | Tytuł                                    | Album                                  | Tygodnie nr #1 |
| -- | -------------------- | ---------------------------------------- | -------------------------------------- | -------------- |
| 1  | 12 kwietnia 1999     | Swear It Again                           | Westlife                               | 2              |
| 2  | 9 sierpnia 1999      | If I Let You Go                          | Westlife                               | 1              |
| 3  | 18 października 1999 | Flying Without Wings                     | Westlife                               | 1              |
| 4  | 6 grudnia 1999       | I Have A Dream / Seasons In The Sun      | Westlife                               | 4              |
| 5  | 27 marca 2000        | Fool Again                               | Westlife                               | 1              |
| 6  | 18 września 2000     | Against All Odds (Take a Look at Me Now) | Coast to Coast                         | 2              |
| 7  | 30 października 2000 | My Love                                  | Coast to Coast                         | 1              |
| 8  | 26 lutego 2001       | Uptown Girl                              | Coast to Coast                         | 1              |
| 9  | 5 listopada 2001     | Queen of My Heart                        | World Of Our Own                       | 1              |
| 10 | 18 lutego 2002       | World Of Our Own                         | World Of Our Own                       | 1              |
| 11 | 4 listopada 2002     | Unbreakable                              | Unbreakable – The Greatest Hits Vol. 1 | 1              |
| 12 | 17 listopada 2003    | Mandy                                    | Turnaround                             | 1              |
| 13 | 24 października 2005 | You Raise Me Up                          | Face To Face                           | 2              |
| 14 | 6 listopada 2006     | The Rose                                 | The Love Album                         | 1              |

## Trasy koncertowe
- Where Dreams Come True (9 lutego – 9 czerwca 2001 70 koncertów)
- World Of Our Own (1 kwietnia – 30 czerwca 2002 46 koncertów)
- The Greatest Hits (13 kwietnia – 25 lipca 2003 63 koncerty)
- Turnaround (29 marca – 2 sierpnia 2004 62 koncerty)
- The Number Ones (1 lutego – 14 kwietnia 2005 39 koncertów)
- Face To Face (3 kwietnia – 23 września 2006 63 koncerty)
- The Love Tour (21 lutego – 3 maja 2007 50 koncertów)
- Back Home Tour (25 lutego – 28 czerwca 2008 42 koncerty)
- Where We Are Tour (2 maja – 3 grudnia 2010 36 koncertów)
- Gravity Tour (7 marca – 10 października 2011 46 koncertów)
- Greatest Hits Tour (22 lutego – 23 czerwca 2012 41 koncertów) – ostatnia trasa koncertowa.
- The 20 Tour (22 maja - 15 września 2019 50 koncertów) 33 koncerty w Europie i 17 w Azji